# Vespa albofasciata
Vespa albofasciata är en getingart som beskrevs av Rossi 1790. Vespa albofasciata ingår i släktet bålgetingar, och familjen getingar. Inga underarter finns listade i Catalogue of Life.